# All the Lost Souls
Az All the Lost Souls James Blunt második stúdióalbuma. Európában 2007. szeptember 17-én, Észak-Amerikában pedig egy nappal később, 2007. szeptember 18-án jelent meg. Blunt a dalok egy részét ibizai otthonában 2006-2007 telén írta. A tíz dal közül ötöt (1973, Same Mistake, I Really Want You, Annie, I Can't Hear the Music) már 2005-2006-os koncertkörútjain is játszott. Ezen dalok szövegét és dallamát a stúdiófelvételek során véglegesítették. A '70-es évek zenei világát idéző albumot, amelynek producere ismét Tom Rothrock, Blunt a turnézenekara közreműködésével, 2007. február és május között Los Angelesben vette fel.
Az első kislemezszám, az 1973 2007. július 23-án jelent meg. A dalt Blunt kedvenc ibizai nightclubja, a Pacha ihlette, amelyet a címben említett évben nyitottak meg.
A második kislemezszám a Same Mistake, amely hivatalosan 2007. december 3-án jelent meg. A dalból készült videóklip 2007. november 1-jétől látható.
A harmadik kislemezszám, a Carry You Home 2008. március 24-én jelent meg. A dalból készült videóklip 2008. február 9-től látható.

## Az album dalai
1. 1973 (James Blunt, Mark Batson) – 4:40
2. One Of The Brightest Stars (Blunt, Steve McEwan) – 3:12
3. I'll Take Everything (Blunt, Eg White) – 3:05
4. Same Mistake (Blunt) – 4:59
5. Carry You Home (Blunt, Max Martin) – 3:57
6. Give Me Some Love (Blunt) – 3:37
7. I Really Want You (Blunt) – 3:30
8. Shine On (Blunt) – 4:27
9. Annie (Blunt, Jimmy Hogarth) – 3:29
10. I Can't Hear The Music (Blunt) – 3:45

## Közreműködő zenészek
- James Blunt – ének, háttérvokál, akusztikus gitár, elektromos gitár, zongora, orgona, vibrafon
- Paul Beard – zongora, orgona, háttérvokál
- Karl Brazil – dobok, háttérvokál
- Ben Castle – elektromos gitár, háttérvokál
- Malcolm Moore – basszusgitár, akusztikus gitár, vonós hangszerek, háttérvokál
- Suzie Katayama – vonós hangszerek

## Helyezések
| Ország                  | Legmagasabb helyezés | Minősítés  | Értékesítési adatok |
| ----------------------- | -------------------- | ---------- | ------------------- |
| Argentína               | #1                   |            |                     |
| Ausztrália              | #1                   | platina    | 70 000              |
| Ausztria                | #1                   | platina    | 30 000              |
| Belgium                 | #1                   | arany      | 50 000              |
| Brazília                | #9                   | arany      |                     |
| Ciprus                  | #1                   |            |                     |
| Csehország              | #5                   |            |                     |
| Dánia                   | #5                   | arany      | 15 000              |
| Dél-afrikai Köztársaság | #1                   |            |                     |
| Dél-Korea               | #5                   |            |                     |
| Egyesült Arab Emírségek | #1                   |            |                     |
| Észtország              | #1                   | arany      | 5 000               |
| Finnország              | #10                  |            |                     |
| Franciaország           | #1                   |            | 81 500              |
| Görögország             | #1                   | arany      | 10 000              |
| Hollandia               | #2                   | arany      | 35 000              |
| Hongkong                | #1                   |            |                     |
| Írország                | #1                   | 2× platina | 30 000              |
| Kanada                  | #1                   |            | 35 000              |
| Lengyelország           | #21                  |            |                     |
| Magyarország            | #6                   |            |                     |
| Mexikó                  | #4                   |            |                     |
| Nagy-Britannia          | #1                   | arany      | 235 603             |
| Németország             | #1                   | platina    | 200 000             |
| Norvégia                | #3                   |            |                     |
| Olaszország             | #1                   |            | 30 000              |
| Portugália              | #9                   |            |                     |
| Spanyolország           | #13                  |            |                     |
| Svájc                   | #1                   | platina    |                     |
| Svédország              | #2                   | arany      | 30 000              |
| Szingapúr               | #1                   |            |                     |
| Tajvan                  | #16                  |            |                     |
| USA                     | #7                   |            | 142 795             |
| Új-Zéland               | #1                   | platina    | 30 000              |

Az albumból a megjelenését követő héten Nagy-Britanniában 117 966, míg világszerte összesen 436 000 darabot adtak el.